# East Gull Lake
East Gull Lake és una població dels Estats Units a l'estat de Minnesota. Segons el cens del 2000 tenia 978 habitants.

## Demografia
Segons el cens del 2000, East Gull Lake tenia 978 habitants, 370 habitatges, i 294 famílies. La densitat de població era de 47,7 habitants per km².
Dels 370 habitatges en un 30,3% hi vivien nens de menys de 18 anys, en un 73,2% hi vivien parelles casades, en un 3% dones solteres, i en un 20,3% no eren unitats familiars. En el 17,6% dels habitatges hi vivien persones soles el 6,5% de les quals corresponia a persones de 65 anys o més que vivien soles. El nombre mitjà de persones vivint en cada habitatge era de 2,64 i el nombre mitjà de persones que vivien en cada família era de 2,97.
Per edats la població es repartia de la següent manera: un 26% tenia menys de 18 anys, un 6,5% entre 18 i 24, un 26,5% entre 25 i 44, un 28,1% de 45 a 60 i un 12,9% 65 anys o més.
L'edat mediana era de 39 anys. Per cada 100 dones de 18 o més anys hi havia 108,6 homes.
La renda mediana per habitatge era de 55.750 $ i la renda mediana per família de 62.813 $. Els homes tenien una renda mediana de 40.809 $ mentre que les dones 28.750 $. La renda per capita de la població era de 27.329 $. Entorn del 6,6% de les famílies i el 8,7% de la població estaven per davall del llindar de pobresa.

## Poblacions més properes
El següent diagrama mostra les poblacions més properes.